# Батлаич
Батлаич (авар. БакьáйичIи) — село в Хунзахском районе Дагестана. Административный центр сельского поселения Батлаичский сельсовет.

## Географическое положение
Расположено на реке Тиронтляр, в 4 км к северо-востоку от районного центра села — Хунзах.

## Население
| 1888  | 1895  | 1926  | 1939 | 1959  | 1970  | 1989 |
| ----- | ----- | ----- | ---- | ----- | ----- | ---- |
| 770   | ↗788  | ↘770  | ↗854 | ↗1057 | ↗1327 | ↘769 |
| 2002  | 2010  | 2021  |      |       |       |      |
| ↗1074 | ↗1081 | ↘1043 |      |       |       |      |

По данным Всероссийской переписи населения 2010 года — моноэтничное аварское село.